# Karosa

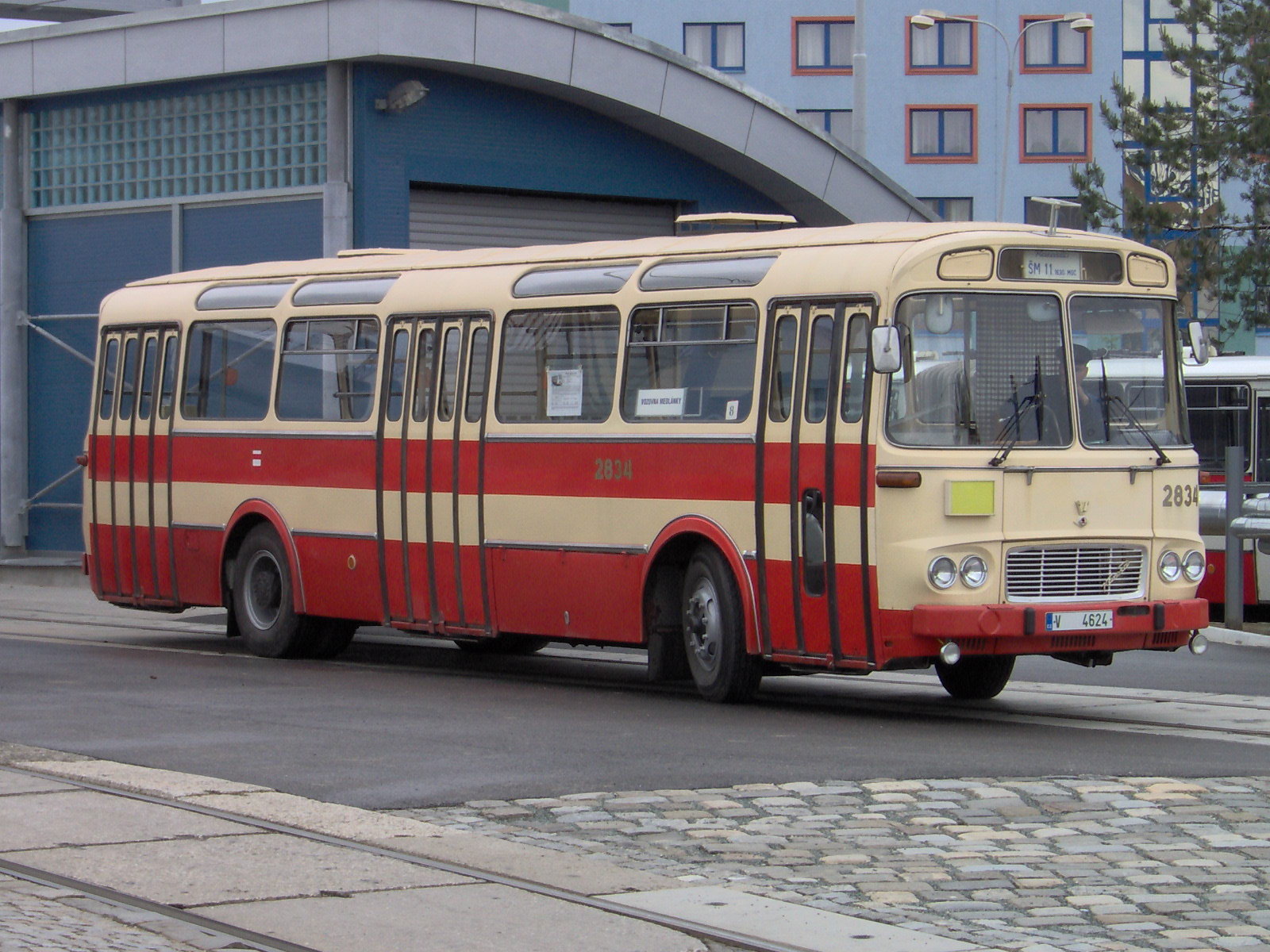
Karosa ŠM 11 (1961–1981)

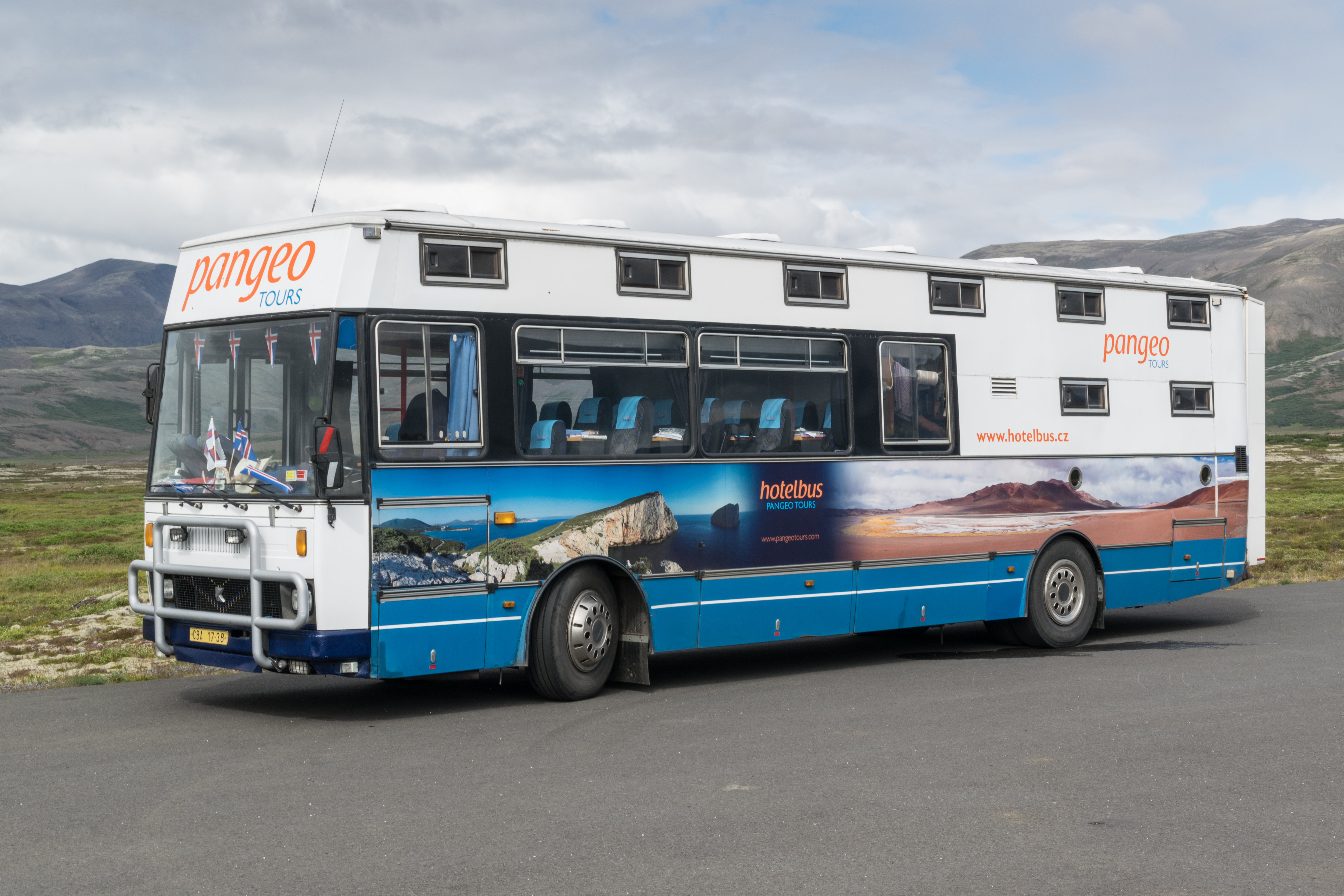
Karosa B 731 Hotelbus

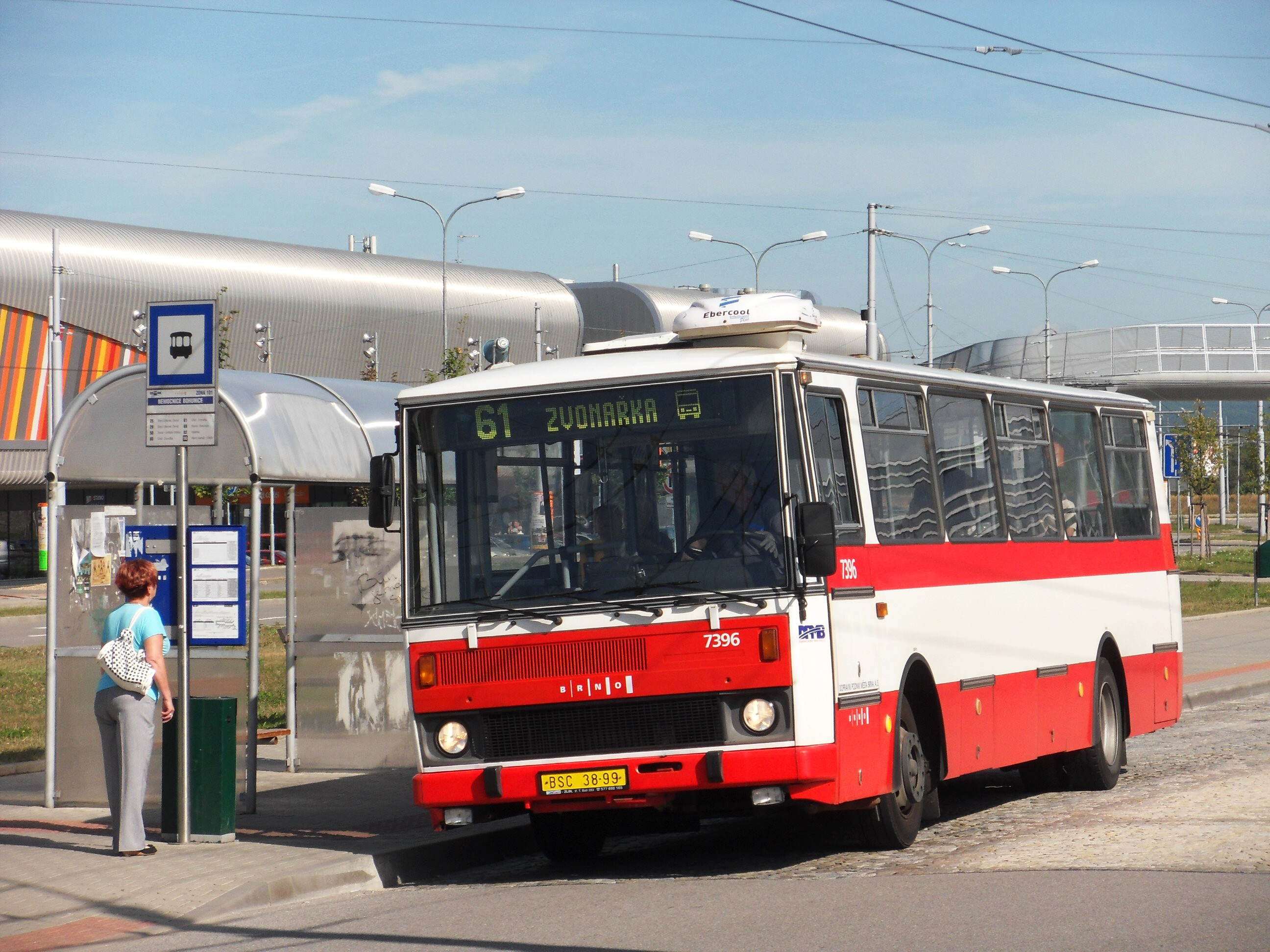
Karosa B 732 (1983–1997) der 700er Baureihe von 1973–1997

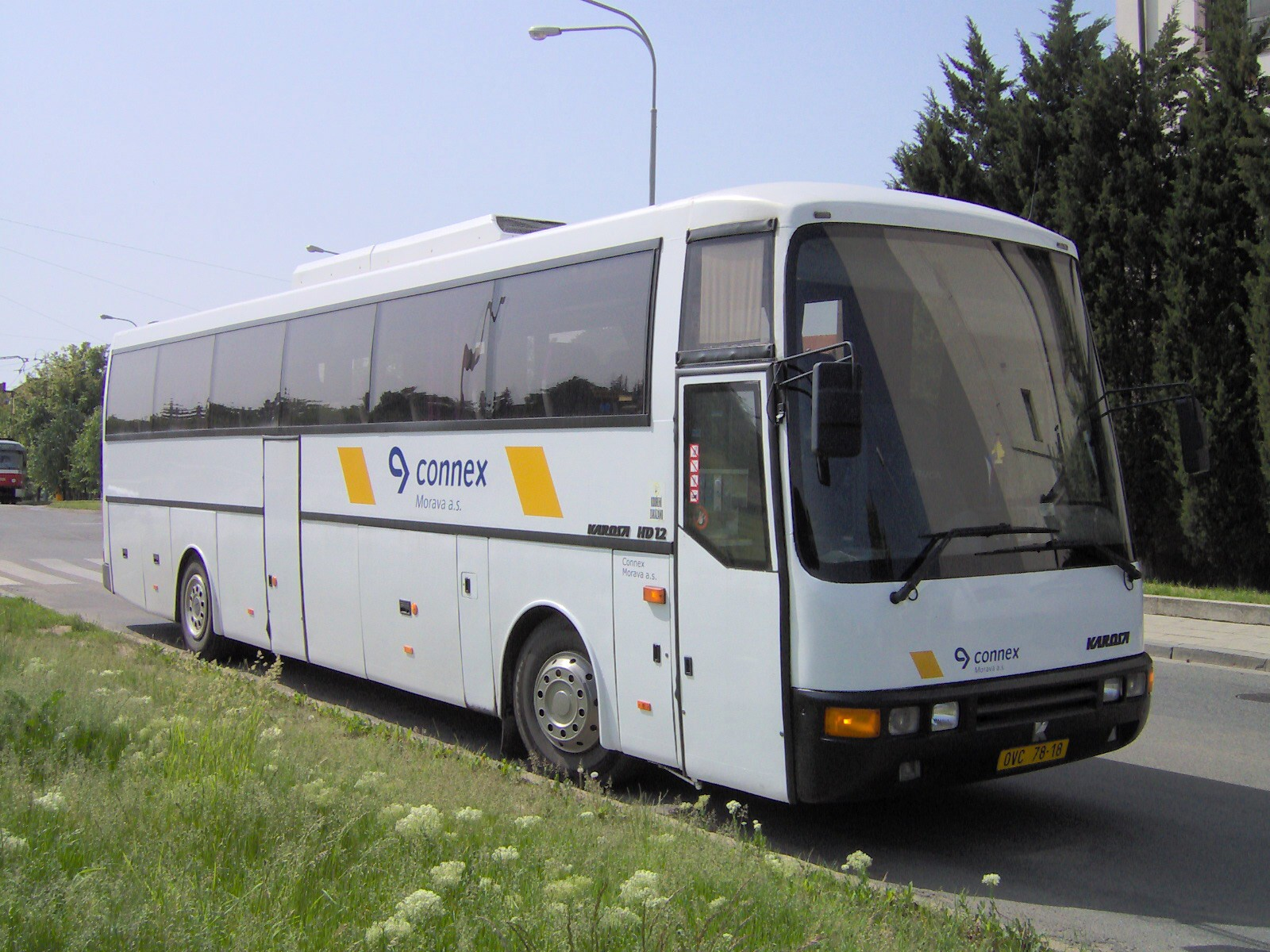
Auf Basis der 700er Baureihe gebauter Karosa LC 757 (1992–1996)

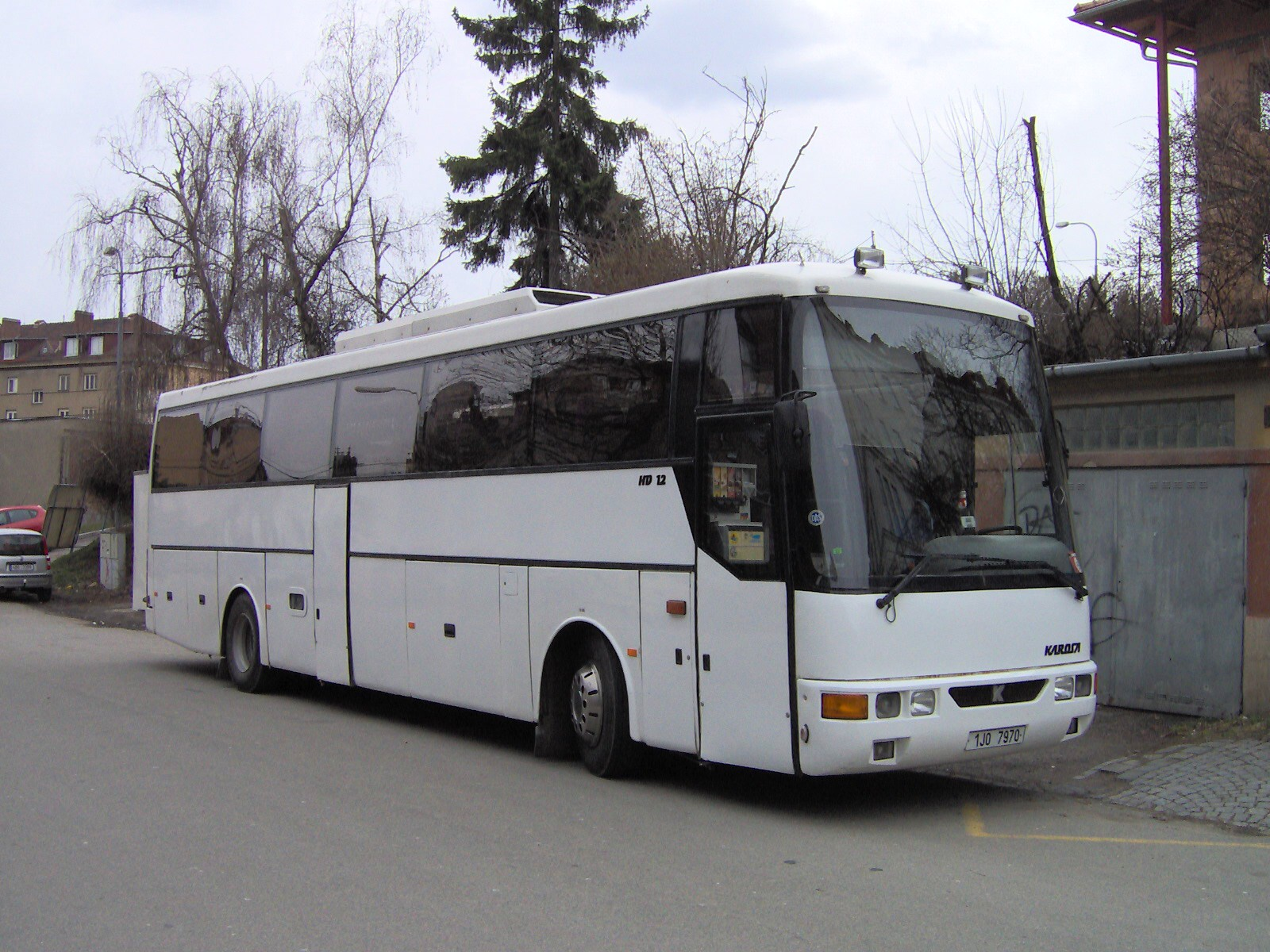
Karosa LC 957 (1997–1999) der 900er Baureihe von 1994 bis 2007

Karosa war ein Omnibus-Hersteller und Aufbauhersteller für tschechische Feuerwehrfahrzeuge aus Vysoké Mýto in der Tschechischen Republik. Seit 2007 firmiert das Unternehmen als Iveco Czech Republic.

## Geschichte
Im Jahr 1895 gründete Joseph Sodomka in Hohenmauth (Vysoké Mýto) eine Fabrik für die Herstellung von Wagen.
Nach der Machtübernahme der Kommunisten im Jahr 1948 wurde Karosa zum einzigen Hersteller von Bussen in der Tschechoslowakei umprofiliert. Andere Hersteller wie Škoda und Tatra mussten sich auf den Bau von PKW und Lastkraftwagen konzentrieren. Ende der 1950er Jahre begann Karosa Stadtbusse zu produzieren. 
Ab 1994 wurde Karosa von Renault schrittweise übernommen. Ab 1997 begann die Produktion der 800er-Serie. Im selben Jahr wurde die neue 900er-Serie produziert. Im Jahr 1999 wurde das Unternehmen in Irisbus integriert, der Name Karosa verlor damit völlig an Bedeutung. 2007 wurde das Unternehmen in Iveco Czech Republic umbenannt und der Name Karosa damit abgeschafft; stattdessen wurden die Busse nun als Irisbus bzw. seit der Abschaffung des Namens Irisbus 2013 als Iveco hergestellt. Einige von Karosa entwickelte Modelle werden jedoch noch produziert.
Bis in die 1990er Jahre produzierte Karosa auch, unter anderem für Tatra und Praga, Aufbauten für tschechische Feuerwehrfahrzeuge.

## Bekannte Omnibusmodelle
- Karosa Reihe Š
  - Karosa ŠM 11 (Stadtbus)
  - Karosa ŠM 16,5 (Gelenkbus)
  - Karosa ŠL 11
  - Karosa ŠD 11 (Reisebus)
- Karosa Reihe 700
  - Karosa B 731
  - Karosa B 732
  - Karosa B 741
  - Karosa C 734
  - Karosa C 744
  - Karosa LC 735
  - Karosa LC 736
  - Karosa LC 737 - HD12
- Karosa Reihe 800
  - Karosa B 831
  - Karosa B 832
  - Karosa C 834
  - Karosa C 835
  - Karosa B 841
- Karosa Reihe 900
  - Karosa B 931
  - Karosa B 932
  - Karosa B 941
  - Karosa C 934
  - Karosa C 935
  - Karosa C 954
  - Karosa C 955
  - Karosa C 956 Axer
  - Karosa LC 936
  - Karosa LC 937 - GT11
  - Karosa LC 956